# Địa lý Bắc Mỹ

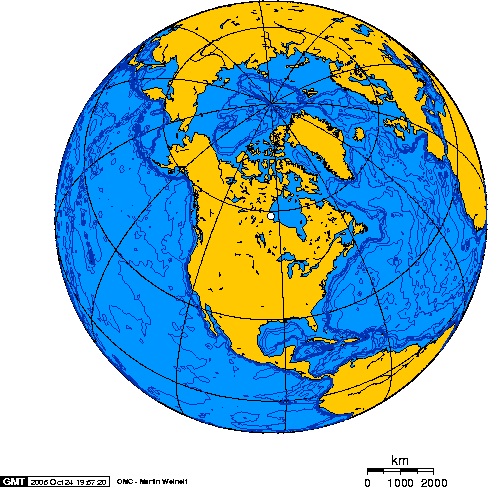
Bắc Mỹ trên địa cầu

Bắc Mỹ là lục địa lớn thứ ba thế giới, có dân số ước tính vào khoảng 380 triệu người và diện tích lên tới 21,346,000 km² (824,714 mi²). Cùng với Nam Mỹ, Bắc Mỹ là một phần của châu Mỹ, siêu lục địa lớn thứ hai thế giới, sau lục địa Á-Âu-Phi (bao gồm châu Á, châu Âu và châu Phi).
Bắc Mỹ nằm ở Tây Bán cầu , phía đông giáp với Đại Tây Dương; phía tây giáp với Thái Bình Dương; phía nam giáp với biển Caribbean, Đại Tây Dương, Thái Bình Dương và lục địa Nam Mỹ; phía bắc giáp với Bắc Băng Dương. Phía bắc của Bắc Mỹ là nơi dân cư thưa thớt, bao gồm phần lớn là lãnh thổ của Canada, cùng với đảo Greenland (Đan Mạch) ở phía đông bắc, và Alaska, tiểu bang lớn nhất của Hoa Kỳ, ở phía tây bắc. Phần trung tâm và phía nam của Bắc Mỹ bao gồm lãnh thổ của Hoa Kỳ lục địa, Mexico, và các quốc gia và vùng lãnh thổ tại Trung Mỹ và Caribbean.
Hầu hết các nhà địa lý học phân định rằng Bắc Mỹ kết thúc tại lưu vực Darién, dọc theo đường biên giới Colombia-Panama, đặt toàn bộ Panama vào địa phận Bắc Mỹ.  Tuy nhiên cũng có những nhận định ít phổ biến hơn cho rằng Bắc Mỹ kết thúc tại kênh đào Panama nhân tạo. Hải đảo của Bắc Mỹ bao gồm Greenland, hòn đảo lớn nhất thế giới, cũng như các đảo và quần đảo tại Caribbean. Các thuật ngữ về châu Mỹ khá phức tạp, nhưng tựu chung lại có thể phân thành Mỹ Anglo, bao gồm Canada và Hoa Kỳ, và Mỹ Latin, bao gồm Mexico, các quốc gia Trung Mỹ và Caribbean, cũng như toàn bộ lục địa Nam Mỹ.
Đặc điểm tự nhiên của Bắc Mỹ gồm có phần phía bắc của dãy núi châu Mỹ, đại diện bởi dãy Appalachian ở phía đông và dãy núi Rocky trẻ hơn về mặt địa chất học ở phía đông. Ở phía bắc có nhiều hồ sông băng được hình thành từ thời kỳ băng hà cuối cùng, nổi bật nhất là Ngũ Đại Hồ. Các lưu vực lớn ở Bắc Mỹ đều tháo về phía đông như: sông Mississippi/sông Missouri và Rio Grande tháo về vịnh Mexico, sông Saint Lawrence tháo về Đại Tây Dương.
Khí hậu Bắc Mỹ trải theo vĩ độ rất đa dạng, từ khí hậu Bắc Cực ở phía bắc cho đến khí hậu nhiệt đới ở phía nam. Ở vùng trung tâm và phía tây có nhiều thảo nguyên (được gọi là đồng cỏ Bắc Mỹ), và hoang mạc ở các tiểu bang tây nam Hoa Kỳ như Arizona, Colorado, California, Nevada, New Mexico, Utah, Oklahoma và Texas; cũng như các bang của Mexico như Baja California, Baja California Sur, Sonora, Chihuahua, Coahuila, Nuevo León và Tamaulipas.

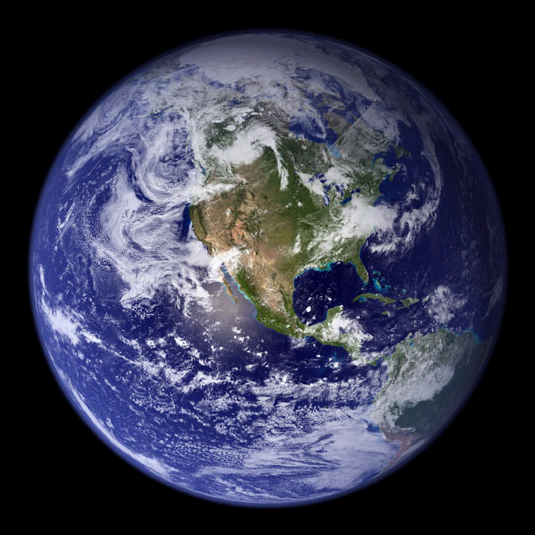
The Blue Marble, NASA; phía đông mưa nhiều hơn phía tây.

## Cổ địa lý học

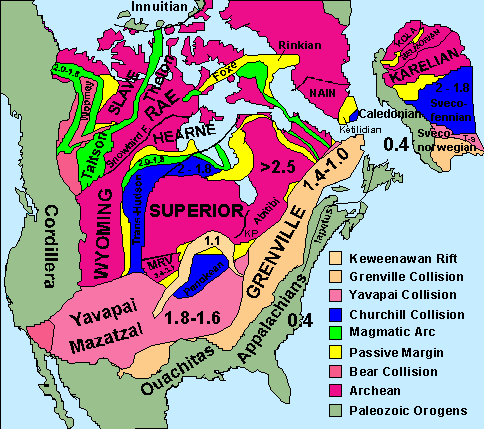
Nguồn gốc cổ địa lý học của nền móng (địa chất) bên dưới Bắc Mỹ.

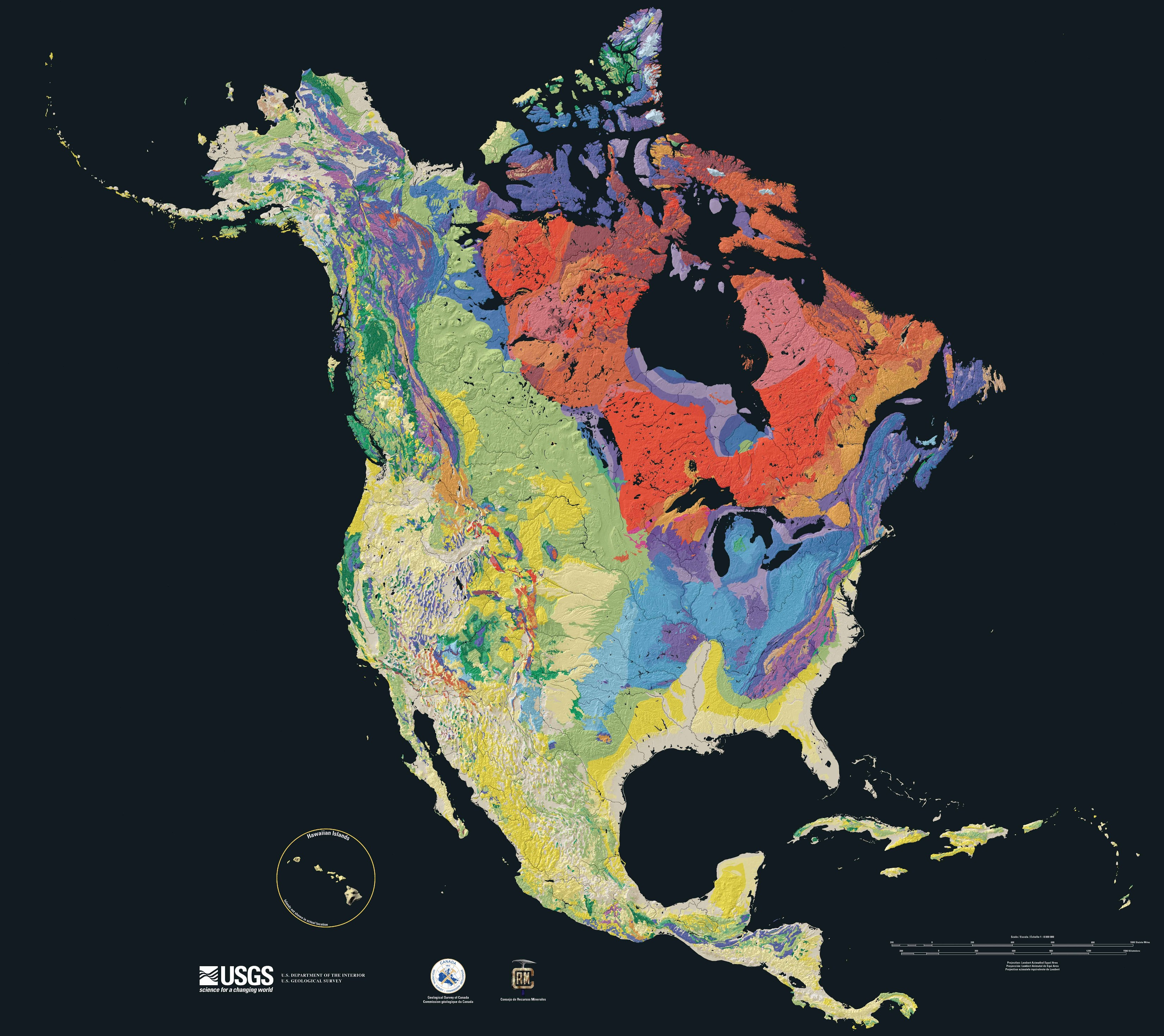
Tuổi của nền móng (địa chất) bên dưới Bắc Mỹ, theo thứ tự trẻ dần: đỏ, lam, lục, vàng.

Mảng Bắc Mỹ (trung tâm, phía trên)
Mảng Caribbean (trung tâm)

Bảy mươi phần trăm Bắc Mỹ nằm trên nền cổ Laurentia , nền đá này được phô ra tại Khiên Canada, bao gồm phần lớn khu vực trung tâm và phía đông Canada quanh vịnh Hudson, và trải dài tới phía nam tại các tiểu bang Michigan, Wisconsin và Minnesota của Hoa Kỳ. Quá trình hình thành vỏ lục địa bắt đầu từ khoảng 4 tỷ năm trước, sáu vi lục địa va chạm và hình thành nền cổ vào khoảng 2 tỷ năm trước. Nền cổ này được mở rộng bởi quá trình kiến tạo mảng, nổi bật nhất là vào khoảng 1.65 tỷ cho tới 1.8 tỷ năm trước, khi một mảng lục địa trải từ Arizona tới Missouri hợp làm một với nền cổ ở phía tây và nam. Nền cổ bắt đầu nứt ra vào khoảng 1.1 tỷ năm trước, vết nứt này chạy từ Kansas tới hồ Superior, được chặn lại bởi sự kiến tạo núi Grenville ở phía đông. Nền cổ này được duy trì tương đối ổn định, với nhiều mẫu đá có niên đại vào khoảng 2.5 cho tới 4 tỷ năm trước, bao gồm cả mẫu đá được cho là lâu đời nhất thế giới, được tìm thấy tại vành đai Greenstone của Nuvvuagittuq tại ven bờ vịnh Hudson, có niên đại vào khoảng 4.38 tỷ năm trước , mặc dù phương pháp xác định niên đại vẫn còn gây tranh cãi . Những chu kỳ lũ lụt gây ra bởi biển nội hải, gần đây nhất là đường biển Western Interior trong kỷ Phấn Trắng, đã tạo nên một lớp đá trầm tích trên bề mặt phần còn lại của nền cổ. Nền cổ Laurentia thường được xem là trung tâm của siêu lục địa Rodinia trong liên đại Nguyên Sinh , cũng như là một phần của những siêu lục địa Laurasia hay Pangaea sau này.
Khoảng 3 triệu năm trước, eo đất Panama được hình thành, tạo nên một cây cầu nối liền Bắc Mỹ và Nam Mỹ, cho phép động thực vật di chuyển giữa hai lục địa. Bắt đầu từ khoảng 2.58 triệu năm trước, kỷ băng hà Đệ Tứ khiến lục địa bị bao phủ bởi băng, tập trung tại phía tây vịnh Hudson. Băng tan tạo nên những hồ sông băng lớn như hồ Missoula, hồ muối Bonneville, hồ Lahontan, hồ Agasssiz và hồ Algonquin. Vết tích của nó vẫn có thể thấy được tại Đại Bồn địa và dọc theo rìa của Khiên Canada dưới dạng Hồ Muối Lớn, Ngũ Đại Hồ, và nhiều hồ lớn tại tây trung Canada. Thời kỳ băng hà cuối cùng đã khiến mực nước biển hạ thấp, làm lộ ra cầu đất liền Bering, giúp cho loài người di cư từ châu Á tới châu Mỹ vào khoảng 15,000 tới 40,000 năm trước .

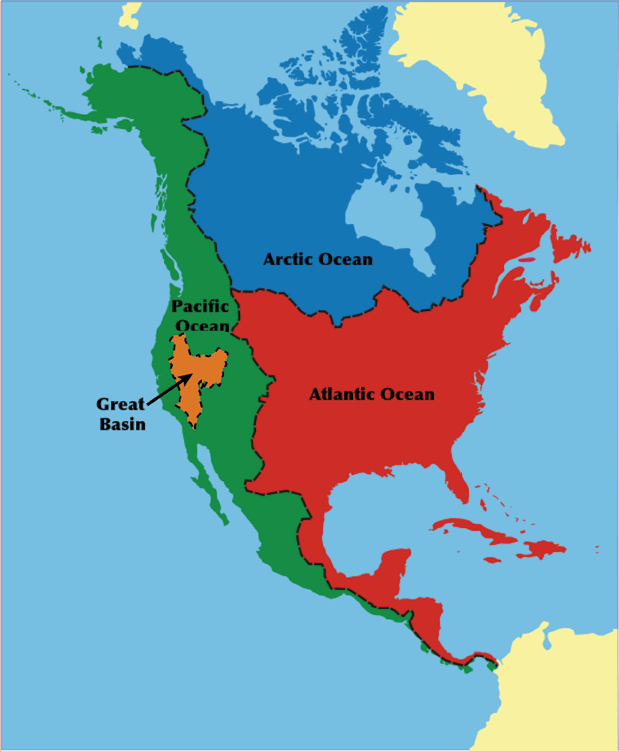
Lưu vực Bắc Mỹ (Đại Tây Dương, Bắc Băng Dương, Đại Bồn địa, & Thái Bình Dương)

- Đại Bình nguyên: trải dài từ vịnh Mexico tới vùng khí hậu Bắc Cực tại Canada.;
- vùng đồi núi phía tây, bao gồm dãy Rocky, Đại Bồn địa, California và Alaska;
- cao nguyên lớn nhưng tương đối bằng phẳng tại Khiên Canada phía tây bắc;
- khu vực phía đông tương đối đa dạng, bao gồm dãy Appalachian, Đông Duyên hải Hoa Kỳ và bán đảo Florida.[11]

## Địa văn học
Bắc Mỹ có thể phân chia thành ít nhất năm vùng lớn theo địa văn học: 
Khiên CanadaChiếm phần lớn diện tích khu vực đông bắc Bắc Mỹ (bao gồm cả Greenland), đây là một khu vực ổn định về mặt địa chất với nhiều loại đá có niên đại từ 2.5 tới 4 tỷ năm trước.
Dãy AppalachianDãy Appalachian là một hệ thống đồi núi già và đã bị xói mòn, hình thành vào khoảng 300 triệu năm trước, trải dài từ bán đảo Gaspé tới Alabama.
Đồng bằng ven biển Đại Tây DươngVùng đồng bằng là một vành đai của vùng đất thấp, trải dài từ phía nam New England đến Mexico.
Vùng đất thấp nội địaVùng đất thấp bắt đầu từ trung tâm của lục địa, từ thung lũng Mackenzie tới đồng bằng ven biển Đại Tây Dương, bao gồm Đại Bình nguyên ở phía tây và khu vực đồng bằng nội địa rất phát triển về nông nghiệp ở phía đông.
Phía bắc dãy núi châu MỹĐây là một vành đai phức tạp của các dãy núi, kết hợp với các cao nguyên và bồn địa, một số đã được hình thành vào khoảng 100–65 triệu năm trước, trong kỷ Phấn Trắng. Dãy núi trải từ Alaska tới Mexico, bao gồm hai đai kiến tạo núi là Bờ Thái Bình Dương ở phía tây và dãy Rocky ở phía đông, được ngăn cách bởi một hệ thống các cao nguyên và bồn địa giữa các ngọn núi.
Đồng bằng ven biển và dãy núi châu Mỹ kéo dài xuống phía nam tại Mexico, nối với vành đai núi lửa México, một khu vực có những đỉnh núi lửa cao và vẫn hoạt động tại phía nam thành phố Mexico.
Phần lớn Bắc Mỹ nằm trên mảng Bắc Mỹ, tập trung tại nền cổ Laurentia. Các phần của California và tây Mexico tạo nên vài cạnh của mảng Thái Bình Dương, hai mảng kiến tạo gặp nhau tại sự đứt gãy San Andreas. Phần phía nam của Caribbean và các phần của Trung Mỹ tạo nên mảng Caribbean có diện tích nhỏ hơn nhiều.
Dãy núi phía tây bị chia thành hai phần bởi Đại Bồn địa, gồm phần chính của dãy Rocky và những dãy núi ven biển tại California, Oregon, Washington và British Columbia. Đỉnh cao nhất của Bắc Mỹ là núi Denali (trước đây gọi là núi McKinley) tại Alaska.

## Bề mặt và khí hậu

Đại Bình nguyên

Đại Bình nguyên là những thảo nguyên và đồng cỏ rộng lớn tại Hoa Kỳ và Canada, nằm ở phía tây dãy Rocky. Vùng đồng bằng hẹp tại bờ biển Mexico và trảng cỏ tại Mississippi có những nét tương đồng với thảo nguyên Patagonia và những cánh đồng hoang ở Piranha, Paraguay, và Rio de la Plata. Dãy Appalachian và những dãy núi tại Brazil cũng gây nên những gián đoạn tương ứng trên những vùng đồng bằng này .
Bắc Mỹ nằm gọn trong 10° vĩ độ từ xích đạo tới Bắc Cực. Nó có đủ mọi loại khí hậu, từ rừng mưa nhiệt đới và thảo nguyên tại vùng đất thấp Trung Mỹ cho tới vùng băng tuyết vĩnh cửu tại Greenland . Khí hậu cận Bắc Cực và đài nguyên chiếm ưu thế ở phía bắc Canada và bắc Alaska, trong khi tình trạng hoang mạc và bán hoang mạc phổ biến ở những khu vực nội địa, bị chia cắt bởi những ngọn núi cao . Tuy nhiên, phần lớn lục địa có khí hậu ôn đới, rất thuận lợi cho định cư và nông nghiệp. Đồng cỏ chiếm phần lớn diện tích tại các dãy nũi .

### Những trận mưa tuyết lớn nhất tại Bắc Mỹ
|            | Địa điểm                        | Thời điểm              | Inch   | Centimeter |
| 24 giờ     | Silver Lake, Colorado           | 14–15 tháng 4 năm 1921 | 76     | 195.6      |
| 1 tháng    | Tamarack, California            | Tháng 1, 1911          | 390    | 991        |
| 1 trận bão | Núi Shasta Ski Bowl, California | 13–19 tháng 2 năm 1959 | 189    | 480        |
| 1 mùa      | Núi Baker, Washington           | 1998–1999              | 1, 140 | 2, 895.6   |
| ---------- | ------------------------------- | ---------------------- | ------ | ---------- |

### Thủy văn học
Lương mưa trung bình ở Bắc Mỹ là 76 cm/năm, tương đương với 18,000 tỷ tấn nước.

#### Hệ thống sông ngòi
Hệ thống sông ngòi ở Bắc Mỹ bao gồm:

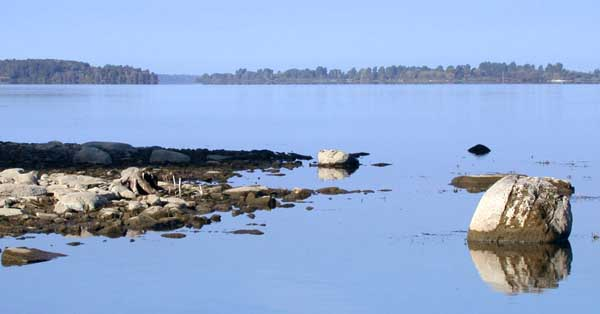
Sông Saint Lawrence tại biên giới New York-Ontario

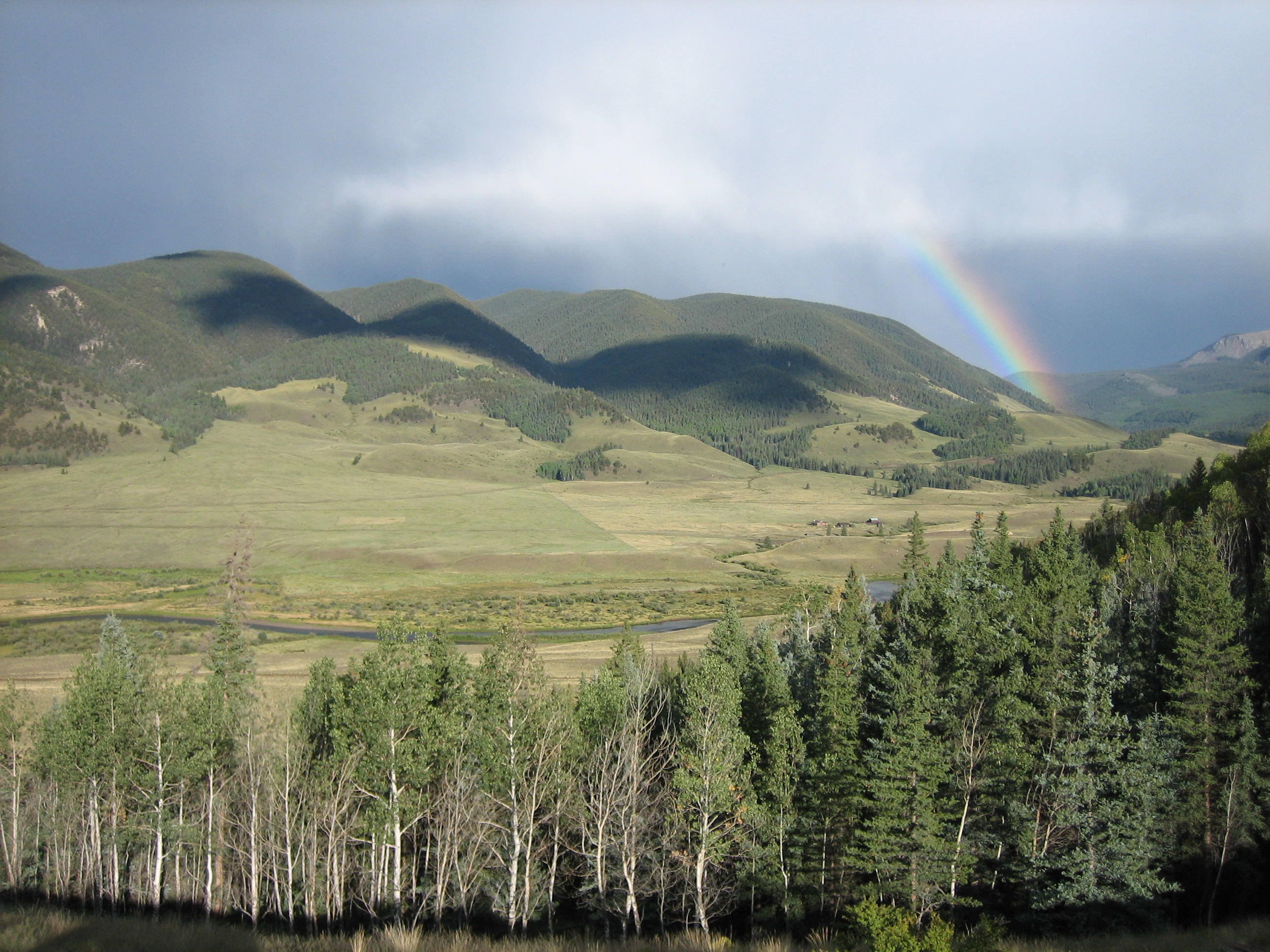
Thượng nguồn Rio Grande tại Creede, Colorado

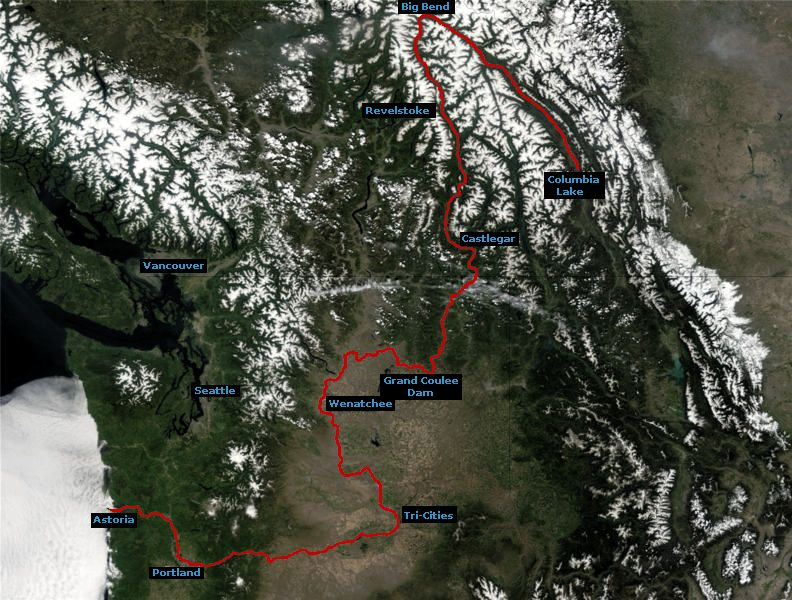
Sông Columbia từ Canada tới Thái Bình Dương

- Hướng về the Bắc Băng Dương
  - Sông Albany
  - Sông Churchill
  - Sông Mackenzie
  - Sông Nelson
  - Sông Severn
- Hướng về Đại Tây Dương
  - Sông Arkansas
  - Sông Churchill
  - Sông Connecticut
  - Sông Delawa
  - Sông Grijalva
  - Sông Hudson
  - Sông James
  - Sông Mississippi
  - Sông Missouri
  - Sông Ohio
  - Sông Potomac
  - Rio Grande
  - Sông Saint John
  - Sông Saint Johns
  - Sông Saint Lawrence
  - Sông Savannah
  - Sông Susquehanna
  - Sông Tennessee
  - Sông Usumacinta

- Hướng về Thái Bình Dương
  - Sông Balsas
  - Sông Colorado
  - Sông Columbia
  - Sông Fraser
  - Sông Fuerte
  - Sông Lerma
  - Sông Sacramento
  - Sông San Joaquin
  - Sông Suchiate
  - Sông Yukon
- Bên trong Đại Bồn địa
  - Sông Bear
  - Sông Humboldt
  - Sông Sevier

## Hoang mạc

Bản đồ phân loại khí hậu Bắc Mỹ theo chuẩn Köppen.

Dãy Sierra Nevada và dãy Cascade chạy dọc theo bờ Thái Bình Dương đóng vai trò như một rào chắn những cơn gió ẩm từ đại dương. Địa hình cao lên khiến khối không khí này bay lên, hơi ẩm ngưng tụ và rơi xuống sườn phía tây của những dãy núi dưới dạng mưa, một số khu vực có lượng mưa vượt trên 70 inch (1,8 m) một năm. Do đó, không khí mất đi độ ẩm và trở nên khô hanh khi tới được khu vực phía đông của những dãy núi ven biển . Tình trạng khô cằn này, trong một số trường hợp, trầm trọng hơn tại những khu vực có độ cao cực thấp (bằng hoặc dưới mực nước biển) bởi áp suất khí quyển cao hơn, khiến tình trạng càng khô cằn hơn, dẫn tới tình trạng đoạn nhiệt, một số hoang mạc dạng này tồn tại ở vùng biên giới Canada-Hoa Kỳ tại British Columbia. Lượng mưa rơi xuống thường không lưu lại lâu, chủ yếu là do bị bay hơi, cũng như khả năng hấp thụ và lưu trữ nước hiệu quả của thảm thực vật bản địa.

### Thảm thực vật
Có rất nhiều loại thực vật phân bố tại Bắc Mỹ. Vùng Bắc Cực có các loại cỏ, rêu, liễu Bắc Cực. Các loại cây tùng bách, bao gồm chi Vân sam, chi Thông, chi Độc cần và chi Lãnh sam là các loài cây bản địa tại những dãy núi phía tây Canada và Hoa Kỳ, trải xuống phía nam tới San Francisco. Bên cạnh đó còn có những loài Cự sam khổng lồ, họ Hoàng đàn, thông Lamberta,... Thông Lamberta thương được tìm thấy ở vùng Tây Bắc Thái Bình Dương của Hoa Kỳ. Vùng trung tâm có các loài cây gỗ cứng. Các tiểu bang phía nam phổ biến các loại thông vàng. Ngoài ra, các loài cây tự nhiên ôn đới cũng phổ biến, như cây gỗ gụ, gỗ huyết mộc hay gỗ lignumvitae. Vùng tây nam có các loài cây hoang mạc, như yucca hay xương rồng. Các loài cây bản địa được nuôi trồng ở Bắc Mỹ gồm có thuốc lá, ngô, khoai tây, vanilla, các loại dưa, cacao, các loại bầu và các loại đậu.
| Các loại môi trường sống tại Canada và Hoa Kỳ | Bản đồ sinh thái Canada, Hoa Kỳ và Mexico |
| --------------------------------------------- | ----------------------------------------- |
|                                               |                                           |

## Động vật học
Bắc Mỹ là nơi sinh sống của nhiều loài động vật có vú bản địa. Nhiều loài thuộc họ Hươu nai cũng như bò rừng bison và bò xạ hương được tìm thấy tại nhiều khu vực khác nhau, chủ yếu tại trung tâm và phía bắc vùng đồng bằng. Nhiều loài động vật ăn thịt như gấu, sói xám, gấu mèo, chồn hôi và các loài thuộc họ Mèo, gồm cả báo sư tử và linh miêu, cũng được phân bố rộng rãi. Họ Chồn cũng rất đa dạng, gồm có lửng, rái cá, chồn sương và chồn gulo. Nhiều loài sóc và các loài gặm nhấm khác, như hải ly hay chuột hương, có thể dễ dàng tìm thấy khắp Bắc Mỹ. Tại Trung Mỹ có các loài lười, thú ăn kiến và cừu trư. Các loài động vật khác có thể kể đến như chim điêu tại dãy Andes, vẹt và khỉ tại rừng nhiệt đới, chim ruồi, rắn đuôi chuông, cá sấu mõm ngắn tại những bờ suối, và cả muỗi tại những đồng bằng rộng lớn.

## Khai thác mỏ và dầu mỏ
Nền công nghiệp khai thác mỏ và dầu mỏ rất quan trọng tại Canada, Hoa Kỳ và Mexico. Những tài nguyên thiên nhiên này giúp Bắc Mỹ trở thành một trong những khu vực giàu có nhất trên thế giới 

### Dãy núi Rocky

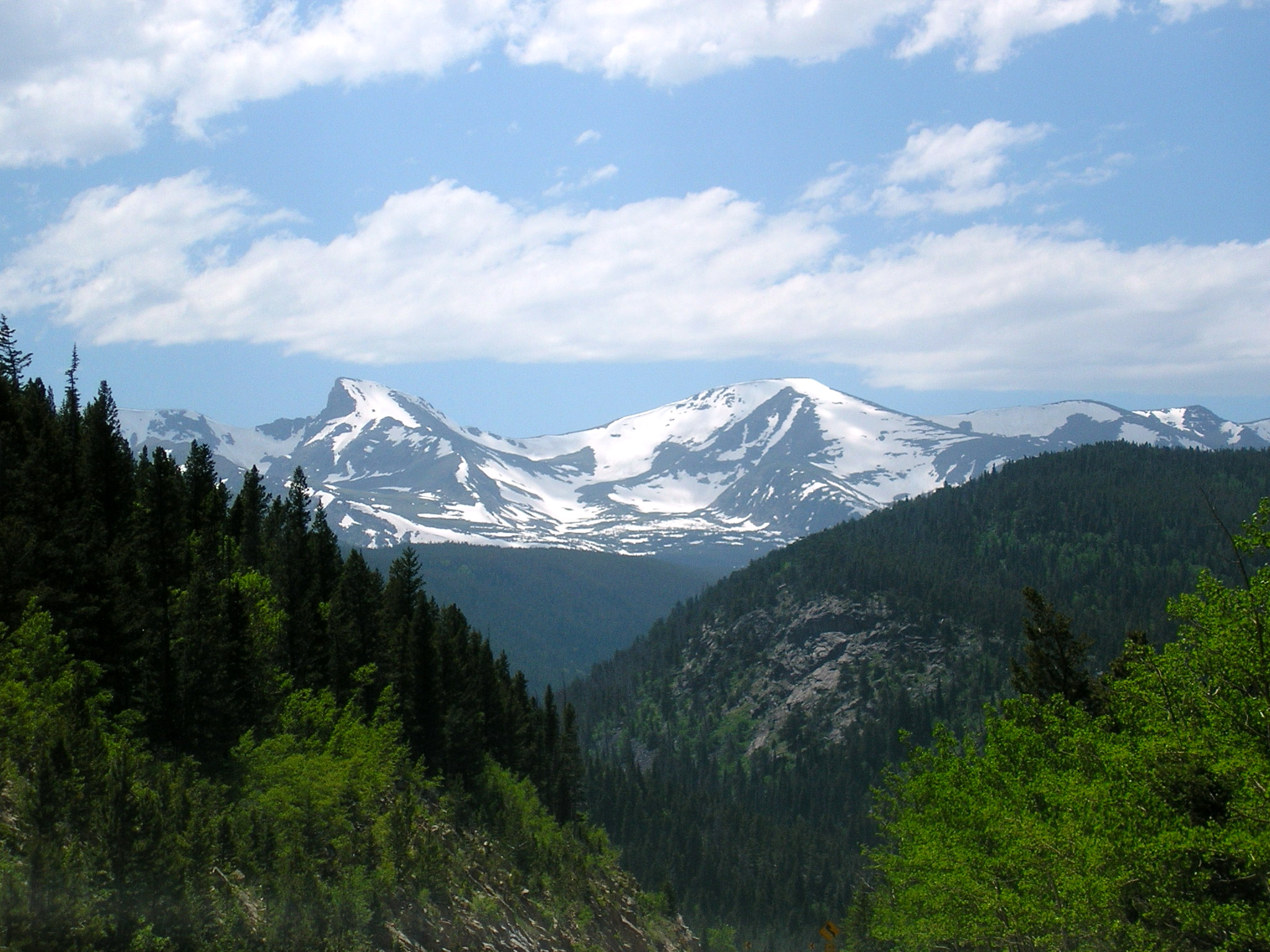
Dãy núi Rocky

Khu vực dãy núi Rocky rất giàu tài nguyên, bao gồm đồng, chì, vàng, bạc, wolfram, uranium và kẽm; bên cạnh những nhiên liệu tự nhiên như than đá, dầu mỏ và khí tự nhiên .

## Nông lâm nghiệp
Nông nghiệp và lâm nghiệp là hai ngành công nghiệp chính. Nông nghiệp bao gồm trồng trọt, tưới tiêu và chăn thả gia súc . Chăn nuôi thường được di chuyển qua lại từ những bãi cỏ cao vào mùa hạ và những bãi cỏ thấp vào mùa đông.